# بوب بيتش
بوب بيتش (بالإنجليزية: Robert Beach)‏ هو سياسي أمريكي، ولد في 21 يوليو 1959 في مورغانتاون في الولايات المتحدة. حزبياً، نشط في الحزب الديمقراطي. وقد انتخب عضو مجلس ولاية فيرجينيا الغربية.